# Iachint de Vicina
Iachint de Vicina (n. secolul al XIII-lea – d. 1372) a fost un ierarh grec ortodox din secolul al XIV-lea (născut probabil spre sfârșitul secolului al XIII-lea), ultimul mitropolit al Vicinei și primul mitropolit al Ungrovlahiei.

## Context

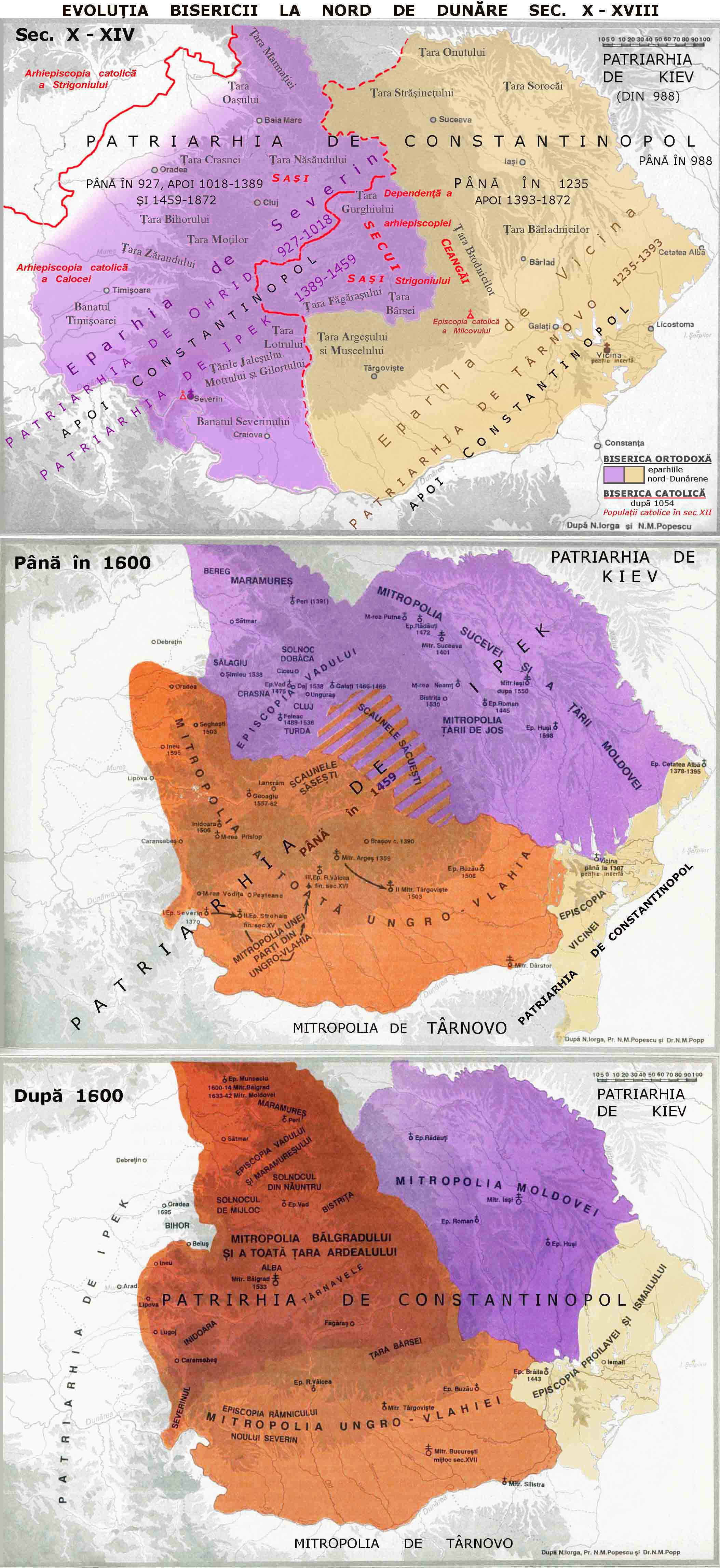
Evoluția bisericii în țările române înainte de înființarea Bisericii Ortodoxe Române, după Iorga, Popescu și Popp.

Pentru populațiile daco-române, limba liturghiei este cea slavonă (Cловѣньскъ) la nord de Dunăre, respectiv cea greacă bisericească (Ακολουθική Ελληνική) în Dobrogea, pe atunci despotat independent. În această perioadă, "Româniile populare" de la nordul Dunării de Jos, locuite de daco-români și vasale ale regatului ungar până la bătălia de la Posada (1330), erau numite de către cancelariile bizantine Ungrovlahia și păstorite de Patriarhia Constantinopolului prin horepiscopi (χωρεπισϰόποι :  episcopi itineranți) trimiși de perihoreții (περιχωρήτες : "supraveghetorii marginilor" în grecește) de la Vicina. Când cnezatele dintre Carpați și Dunăre s-au unit pentru a forma voievodatul Țării Românești, episcopul Iachint de Vicina, unul dintre perihoreți, a devenit primul Mitropolit al Ungrovlahiei.

## Cariera
Iachint a urmat la Vicina mitropolitului Chiril, titular al sediului între 1347 și 1348.
Iachint nu a fost multă vreme perihoret la exarhia din Vicina, deoarece din 1359 se mută la Curtea de Argeș. La Sinodul din Constantinopol, patriarhul Calist I al Constantinopolului dispune ca perihoretul vicinean să devină păstorul duhovnicesc al tuturor românilor din Dobrogea și Țara Românească.
Eparhia din Vicina a fost desființată și a luat ființă o nouă mitropolie românească, cunoscută sub numele de Mitropolia Ungrovlahiei, Iachint devenind astfel primul mitropolit al Țării Românești.
Ca perihoret dar mai ales ca mitropolit, Iachint a hirotonit mulți preoți, a pus să se clădească numeroase biserici în orașe și sate și a continuat să țină legătura duhovnicească și canonică între Biserica Țării Românești și Patriarhia Constantinopolului. Ajutat de domnitorul Vladislav I Vlaicu, Iachint a întemeiat noi așezări mănăstirești (Tismana, Curtea de Argeș, Câmpulung-Muscel, Cozia, Snagov, Târgoviște, Bolintin-Deal și Bolintin-Vale, Tânganu, Cotmeana și altele), purtând totodată de grijă și credincioșilor ortodocși din părțile vecine, precum Transilvania, unde a trimis horepiscopi ca preoți și călugări. Tot Iachint a adus în Țara Românească pe călugărul Nicodim de la Muntele Athos, pentru a organiza câteva mânăstiri-lavre după modelul athonit. În sens invers, a trimis numeroși călugări „vlahi” (cum li se spunea pe atunci Românilor) la Mănăstirea Cutlumuș din Muntele Athos, unde au ajuns călugări vestiți.
Ultimii ani din viață i-au fost îngreunați de boli și de colegi invidioși care l-au împiedicat să participe la Sinodul Patriarhal din 1370 al cărui membru era de drept. Într-o scrisoare către patriarhul Constantinopolului, Iachint scria : „O slăbiciune grozavă m-a cuprins”... „și sunt jignit tocmai la bătrânețile mele”, încheind astfel : „să nu treci cu vederea bătrânețea mea înaintată și asprimea bolii mele, iar rugăciunile preasfinției tale să-mi fie pavăză pentru totdeauna”.
Mitropolitul Iachint a murit la Curtea de Argeș în anul 1372, după ce, scrie în hagiografia bisericească, „a păstorit cu râvnă, a sfătuit cu înțelepciune și a pătimit cu răbdare și smerenie”. Ca atare, din data de 26 octombrie 2008 încoace, Biserica Ortodoxă Română îl socotește sfânt ierarh și îl prăznuiește la 28 octombrie ca păstor și părinte sufletesc al tuturor românilor dintre Dunăre și Carpați.